# Талса
Та́лса (англ. Tulsa [ˈtʌlsə]) — второй по величине город штата Оклахома с населением около 390 тысяч жителей (после Оклахома-Сити с населением около 590 тысяч). Является основным муниципалитетом в городской агломерации Талса. Также Талса находится на 47-м месте среди самых населённых городов США. Город —  центр округа Талса, наиболее густонаселённого в Оклахоме. Расположен между округами Осейдж, Роджерс и Вэгонир.

## История
Территория округа до 1836 года была заселена индейцами племени лочапока, входившему в  конфедерацию криков. В течение большей части двадцатого века у города было прозвище «Нефтяная столица мира», так как он был одним из наиболее важных центров американской нефтяной промышленности. Через Талсу проходит Шоссе Уилла Роджерса.  Город также известен своим вестерн-свингом.
Раньше экономика города в значительной степени зависела от нефтяной промышленности, а после экономического спада и последующей диверсификации создана экономическая база в области энергетики, финансов, авиации, а также телекоммуникационных и технологических секторов.
В мае 1921 года в Талсе произошли крупнейшие в истории США расовые беспорядки, известные как Резня в Талсе.

## География
Талса расположена в северо-восточной части штата Оклахома. Через город протекает река Арканзас. Общая площадь города составляет примерно 485 км², а сам город расположен на знаменитой трассе 66. У Талсы большая городская агломерация, в которой проживает 935 тысяч человек. В частности, в неё входят следующие населённые пункты:
- север: Дэвей, Бартлсвилл, Похаска, Барнсдол, Скаятук, Коллинзвилл, Овассо, Новата
- запад: Пони, Бристоу, Кливленд, Келливилл, Сенд-Спрингс, Мэнфорд, Сапалпа
- восток: Клэрмор, Катуса, Брокен-Эрроу, Уагонир, Кауэта, Инола
- юг: Дженкс, Гленпул, Биксби, Маундс, Бэггс, Окмалги, Хенриэтта

## Культура
В 1956 году супруги Роман Ясинский и Мослин Ларкин основали труппу «Балет Талсы». В городе в последние годы жизни проживал писатель и поэт Евгений Евтушенко.
В 2022 году в городе был снят сериал «Король Талсы» со Сильвестром Сталлоне в главной роли[значимость факта?].

## Достопримечательности
- Музей искусств Филбрук
- Музей еврейского искусства Шервина Миллера

## Образование
- Университет Орала Робертса
- Общественный колледж Талсы[англ.]
- Университет Талсы

## Города-побратимы
- Амьен, Франция
- Бэйхай, Китай
- Зеленоград, Россия
- Каосюн, Тайвань
- Сан-Луис-Потоси, Мексика
- Тверия, Израиль
- Уцуномия, Япония
- Целле, Германия